# Costa (Korsika)
Costa (korsisch A Costa) ist eine Gemeinde im französischen Département Haute-Corse auf der Insel Korsika. Sie gehört zum Kanton L’Île-Rousse im Arrondissement Calvi.

## Geografie
Costa liegt in der Balagne. Die Gemeinde grenzt im Westen an Ville-di-Paraso und im Osten an Occhiatana.

## Bevölkerungsentwicklung
| Jahr      | 1962 | 1968 | 1975 | 1982 | 1990 | 1999 | 2008 | 2012 |
| --------- | ---- | ---- | ---- | ---- | ---- | ---- | ---- | ---- |
| Einwohner | 120  | 90   | 73   | 69   | 46   | 48   | 62   | 70   |

## Sehenswürdigkeiten

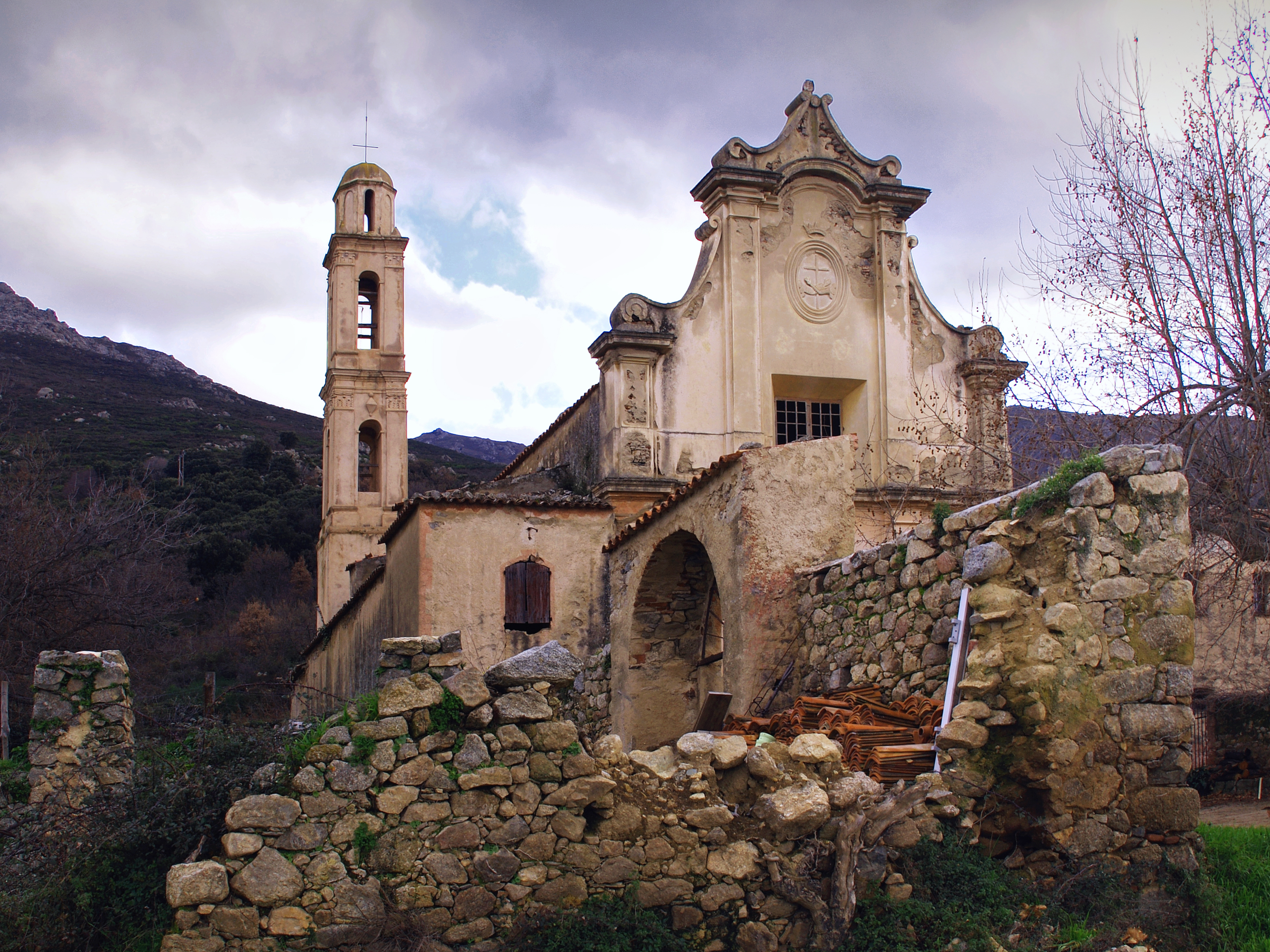
Ehemaliger Konvent
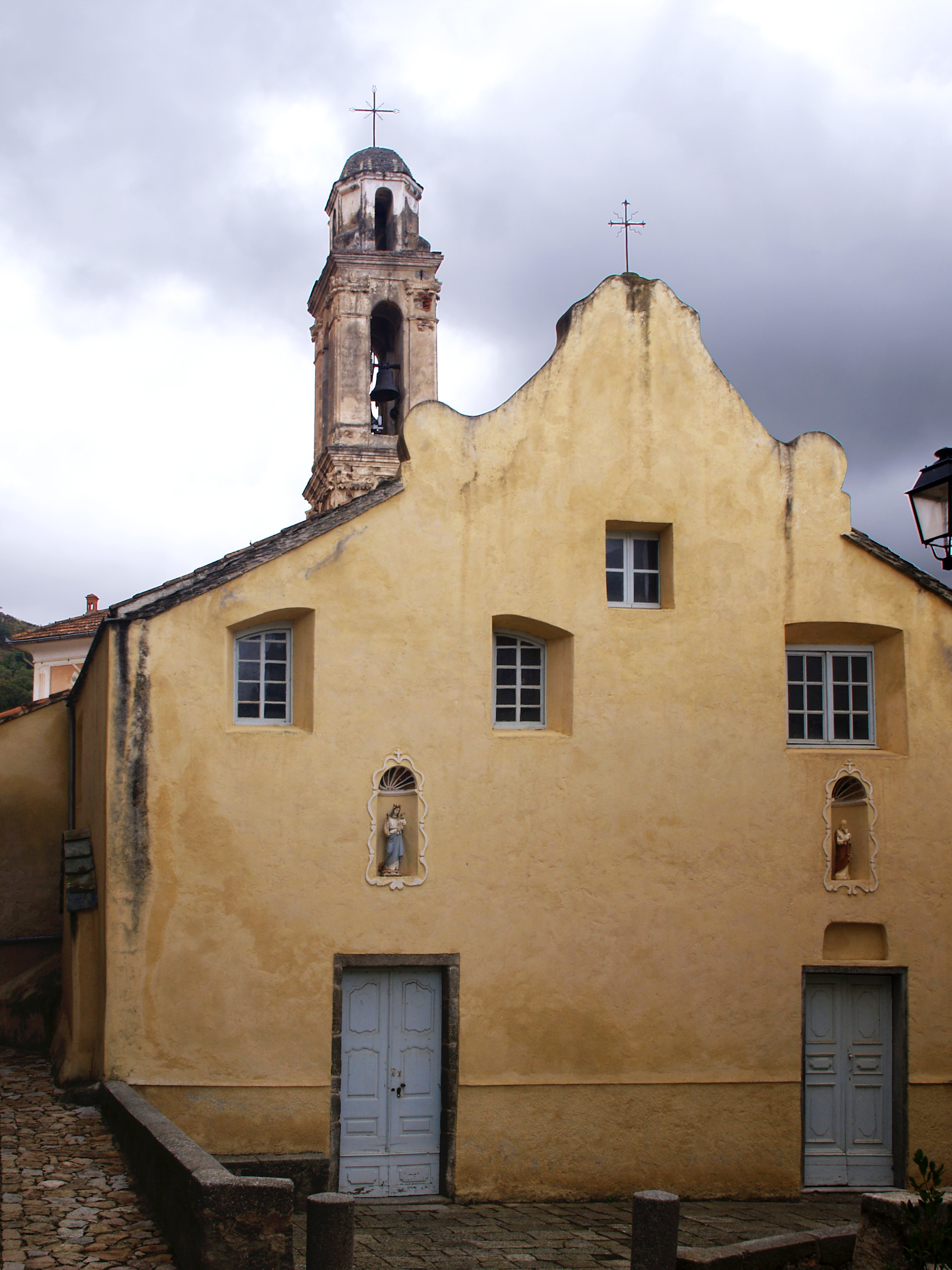
Kirche San Salvadore bzw. Saint-Sauveur
- Kapelle Saint-Roch bzw. San Roccu

- Ehemaliger Konvent
- Kirche San Salvadore